# 霍孔·布鲁斯文
霍孔·布鲁斯文（挪威語：Håkon Brusveen，1927年7月15日—2021年4月21日），挪威男子越野滑雪运动员。他曾代表挪威参加1956年和1960年冬季奥林匹克运动会越野滑雪比赛，获得一枚金牌和一枚银牌。